# Quận Wyoming, New York
Quận Yates (tiếng Anh: County) là một quận trong tiểu bang New York, Hoa Kỳ. Quận lỵ là thành phố Warsaw 6. Theo điều tra dân số năm 2000 của Cục điều tra dân số Hoa Kỳ, quận này có dân số 43424 người 2.